# Solidão
Solidão (en español: Soledad) es un municipio brasileño del estado de Pernambuco. Tiene una población estimada al 2020 de 6 021 habitantes.

## Historia
El actual municipio de Solidão tuvo origen a mediados del siglo XIX, cuando el señor Euzébio, conocido como el bandeirante, andaba a busca de mineros, y llegando a esa localidad montó su vivienda, posteriormente compró tierras donde fue vivir con su familia.
Tiempos después dio las tierras a su hija llamada Conceição, que tras algún tiempo vendió a un señor venido de Monteiro en Paraíba, llamado Jesuíno Pereira, alrededor del 1870, aunque solo vino a vivir a la localidad en 1907, cuando comenzó a construir algunas casas de. Jesuíno era un hombre religioso y resolvió invitar al padre Carlos Cottart de Afogados da Ingazeira, para celebrar una misa en su casa en el año de 1910. Cuando el padre llegó a la casa del señor Jesuíno, dijo: - Que soledad! (Solidão) - Jesuíno no sabía lo que significaba aquella palabra y preguntó al padre su significado. El padre le respondió que soledad es un lugar desierto, aislado. Desde entonces el local quedó siendo llamado de Soledad.
Jesuíno tenía ganas de construir una capilla en la región, sin embargo falleció aun antes de iniciar la obra. En su honra, su esposa, el señor João Batista de Oliveira y toda la población dio inicio a la construcción de la capilla. La construcción quedó lista en 1947 y fue colocada una imagen de Nuestra Señora de Lourdes, que es la patrona del municipio.